# Issing (Pfalzen)

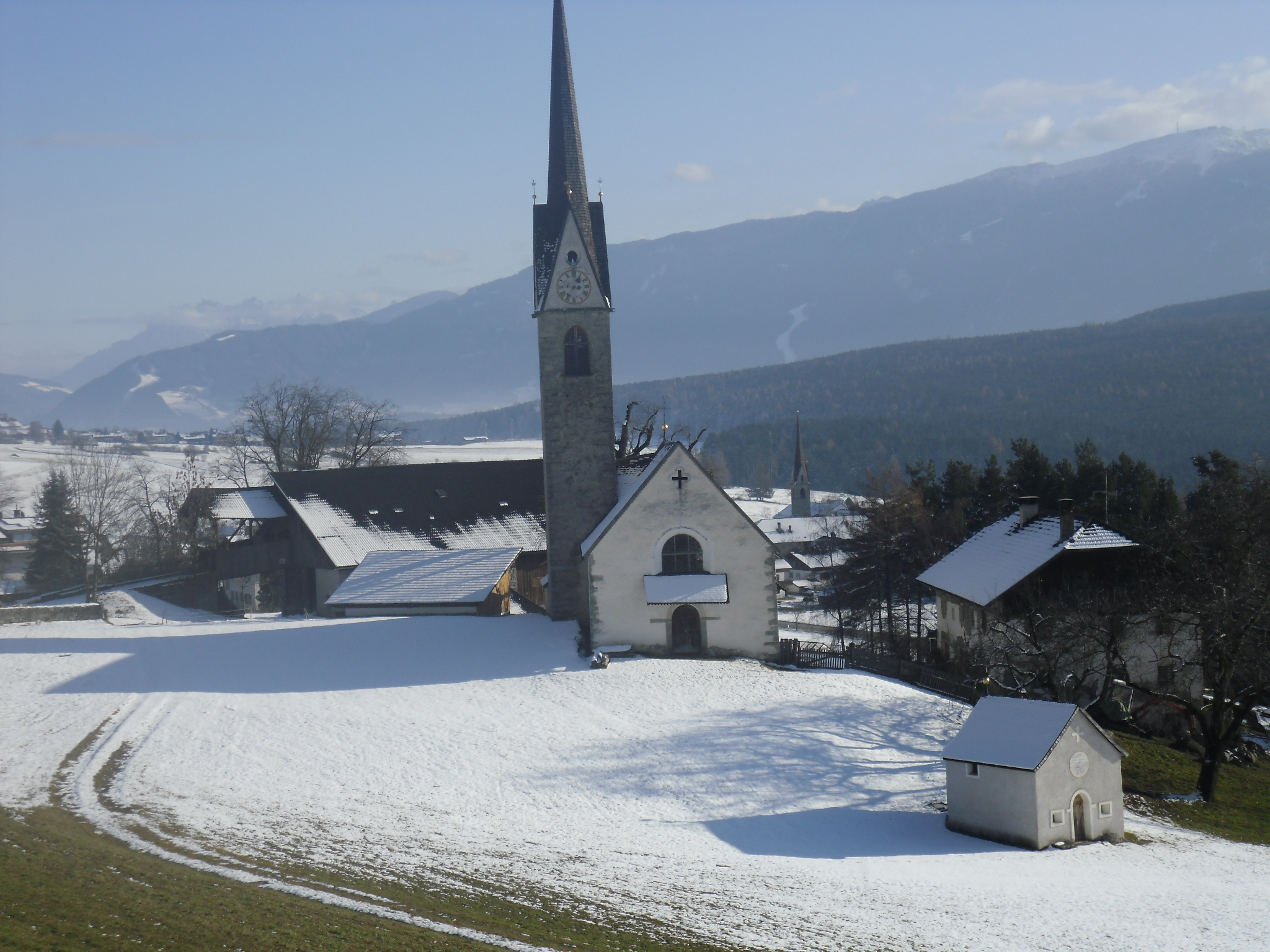
Kirche St. Johann in Hasenried mit Brunnenkapelle

Issing (veraltet auch Issingen und Itzing) ist eine Katastralgemeinde und Fraktion der Gemeinde Pfalzen mit ca. 350 Einwohnern im Südtiroler Pustertal (Italien). Issing liegt etwas westlich vom Gemeindehauptort inmitten der Pfalzner Mittelgebirgsterrasse auf 970–1020 m Höhe.

## Geschichte
Genannt wird Issing ersturkundlich in den Jahren 1100–1110, als ein Vasall der bischöflichen Kirche Brixen, namens Perenhart, dieser einen Hof in der Ortschaft „Issingun“ übertrug. In den nachfolgenden Urkunden heißt der Ort „Issinge“ oder „Yssing“. Der Ortsname ist, analog zu bayerischen Ortsnamen, gebildet aus dem Personennamen Isso und der Ableitung -ing (vgl. das oberbayerische Issing bei Vilgertshofen) und verweist mit anderen Namen der Umgegend auf die Zeit der intensiven bajuwarischen Besiedlung des Brunecker Raumes im Frühmittelalter.
Der 1100 bezeugte Brixner Hof ist wahrscheinlich mit dem heutigen Hof Mair-bei-Kirch gleichzusetzen. Im Jahr 1455 belehnte der Brixner Bischof Nikolaus von Kues Hans Jöchl von Sterzing mit Besitz in Issing.
1928 wurde das bis dato eigenständige Issing der Gemeinde Pfalzen zugeschlagen.

## Sehenswürdigkeiten
- Brunnenkapelle in Hasenried: In ihrem Inneren befindet sich an Stelle eines Altars ein Brünnlein, was auf einen alten Quellenkult hinweist.
- Kirche St. Johann zu Hasenried: Sie stammt aus dem Jahr 1457 und ist dem heiligen Johannes geweiht. Die schön gelegene Kirche blickt auf Burg Schöneck, auf der um 1377 vermutlich der Dichter und Politiker Oswald von Wolkenstein geboren wurde.
- St.-Nikolaus-Kirche zu Issing: Von der ursprünglichen, dem Hl. Nikolaus geweihten Kirche, als deren Kirchpropst im Jahr 1440 Johann Gattermayr bezeugt ist[3], haben sich noch die Langhausmauern erhalten. Die Einwölbung des Langhauses stammt aus dem Jahr 1519, ebenso der vierseitig abschließende Chor mit dem Spitzturm.[4]
- Issinger Weiher: Der Moorsee ist einer der wenigen Naturseen des Pustertals.

## Persönlichkeiten
- Karl Oberhauser (* 9. Dezember 1932 in Issing; † 9. August 2015 in Sterzing), Südtiroler Politiker